# Clase Isla de Luzón
La clase Isla de Luzón fue una serie de tres cruceros protegidos de segunda categoría de la Armada Española (Isla de Cuba, Isla de Luzón y Marqués de la Ensenada) que participaron en la Guerra Hispano-Estadounidense de finales del siglo XIX. Estaban en el límite entre crucero protegido y cañonero.

## Diseño

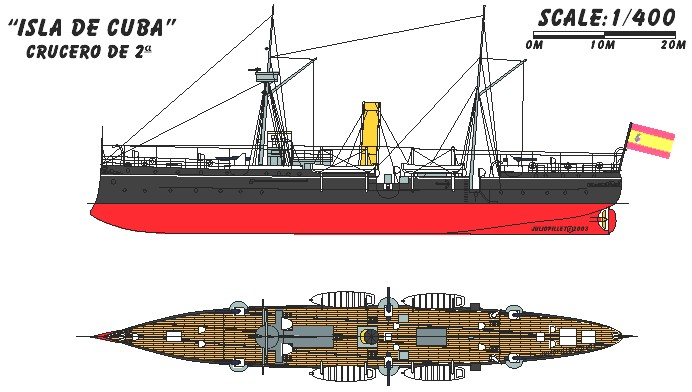
Diagrama del Isla de Cuba

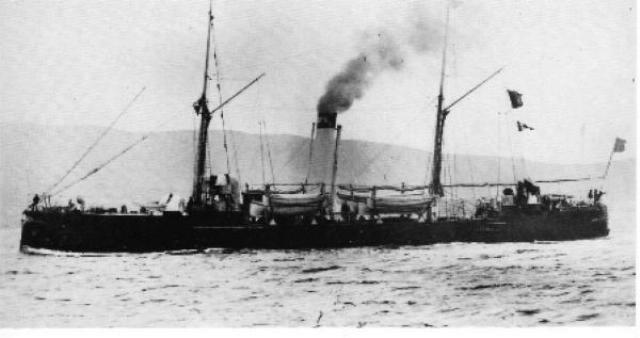
Imagen del Marqués de la Ensenada

Su única coraza, consistía en una cubierta blindada con un espesor de entre 37 y 62 mm. Dicha cubierta, en forma de caparazón de tortuga, protegía las máquinas, calderas y pañoles de munición. Tal protección, normal en la época, era lo que caracterizaba a los cruceros protegidos, superiores por tanto a los que no la tenían, pero muy inferior a los cruceros acorazados, con gruesas planchas de blindaje en los costados.
Las tres naves de esta clase tenían como armamento principal cuatro cañones González Hontoria de 120 mm, en montajes individuales y protegidos con un escudo. El armamento se completaba con dos cañones Hotchkiss de 57 mm, dos de 37 mm, una ametralladora y tres tubos lanzatorpedos.
Con una manga ancha para su eslora, tenía malas cualidades de navegación y tendía a bajar su proa en el oleaje.

## Historial

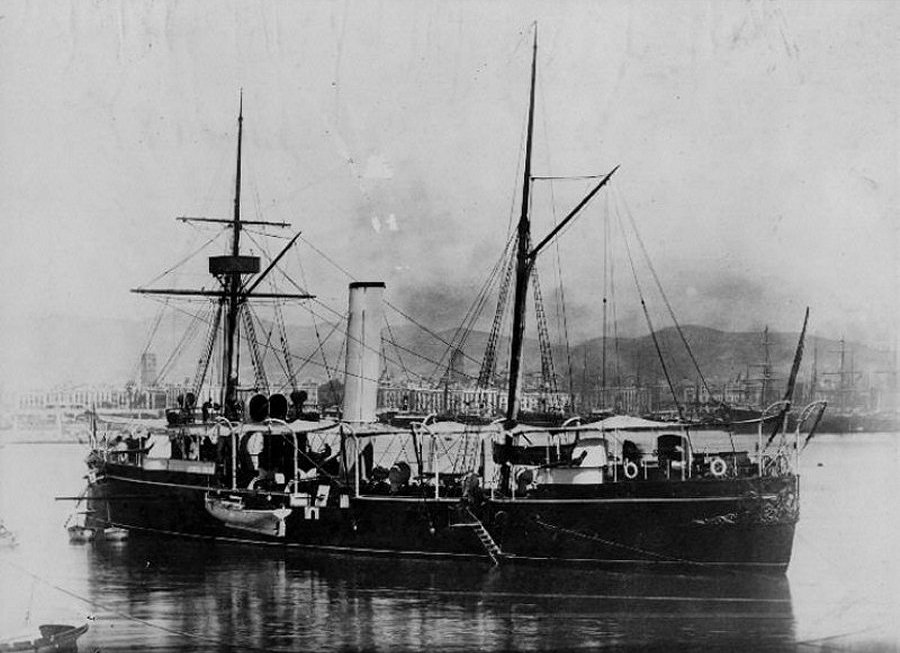
Crucero Isla de Luzón

Los cruceros españoles Isla de Cuba e Isla de Luzón, fueron hundidos en la batalla de Cavite, reflotados tras la misma por los Estados Unidos e incorporados a la US Navy con los mismos nombres (USS Isla de Cuba y USS Isla de Luzón), aunque serían catalogados como gunboats (cañoneros)
En 1912, la armada de los Estados Unidos dio de baja el Isla de Cuba, que fue vendido a Venezuela, donde prestó servicio en su armada hasta 1940 con el nombre de Mariscal Sucre.
El USS Isla de Luzón prestó servicio en la US Navy hasta 1920, año en que fue dado de baja.
Por su parte, el Marqués de la Ensenada estaba en Cuba cuando estalló el conflicto contra los EE. UU., pero no tomó parte en ninguna operación, habiéndose trasladado su artillería a las defensas de costa. Volvió a España en 1899 y fue dado de baja el 18 de mayo de 1900, quedando desarmado en La Carraca asignado durante algunos años a la Brigada Torpedista de Cádiz como pontón, hasta su venta para desguace.

## Unidades de la Clase
| Nombre                 | Astillero           | Alta AE | Baja AE | Alta USN | Baja USN | Alta AdV | Baja AdV | Observaciones                                                                                            |
| ---------------------- | ------------------- | ------- | ------- | -------- | -------- | -------- | -------- | --- |
| Isla de Luzón          | Armstrong - Elswick | 1887    | 1898    | 1900     | 1920     | N/A      | N/A      | Perdido en Cavite y reflotado por la US Navy como USS Isla de Luzón                                      |
| Isla de Cuba           | Armstrong - Elswick | 1887    | 1898    | 1900     | 1912     | 1912     | 1940     | Perdido en Cavite reflotado por la US Navy como USS Isla de Cuba vendido a Venezuela como Mariscal Sucre |
| Marqués de la Ensenada | La Carraca          | 1890    | 1900    | N/A      | N/A      | N/A      | N/A      | Desguazado                                                                                               |